# Kim (manzana)
Kim es el nombre de una variedad cultivar de manzano (Malus domestica). 
Un híbrido de manzana 'Cortland' x 'Ingrid Marie', y originaria de Suecia. Fue introducido en los circuitos comerciales a finales de la década de 1970. Las frutas tienen una pulpa blanca con una textura crujiente y jugosa con un sabor dulce y ácido. Tolera la zona de rusticidad delimitada por el departamento USDA, de nivel 1 a 3.

## Historia
'Kim' es una variedad de manzana, que fue criada por P. Bergendal en 1946 en "Lantbrukshögskolan, Balsgård" (Centro de investigación Agricola, Balsgard), Suecia, mediante el cruce de la variedad 'Cortland' como Parental-Madre x polen de 'Ingrid Marie' como Parental-Padre. Fue introducido en los circuitos comerciales a finales de la década de 1970.
'Kim' está cultivada en diversos bancos de germoplasma de cultivos vivos tales como en National Fruit Collection (Colección Nacional de Fruta) de Reino Unido con el número de accesión: 1977-190, y "nombre de accesión 'Kim'"

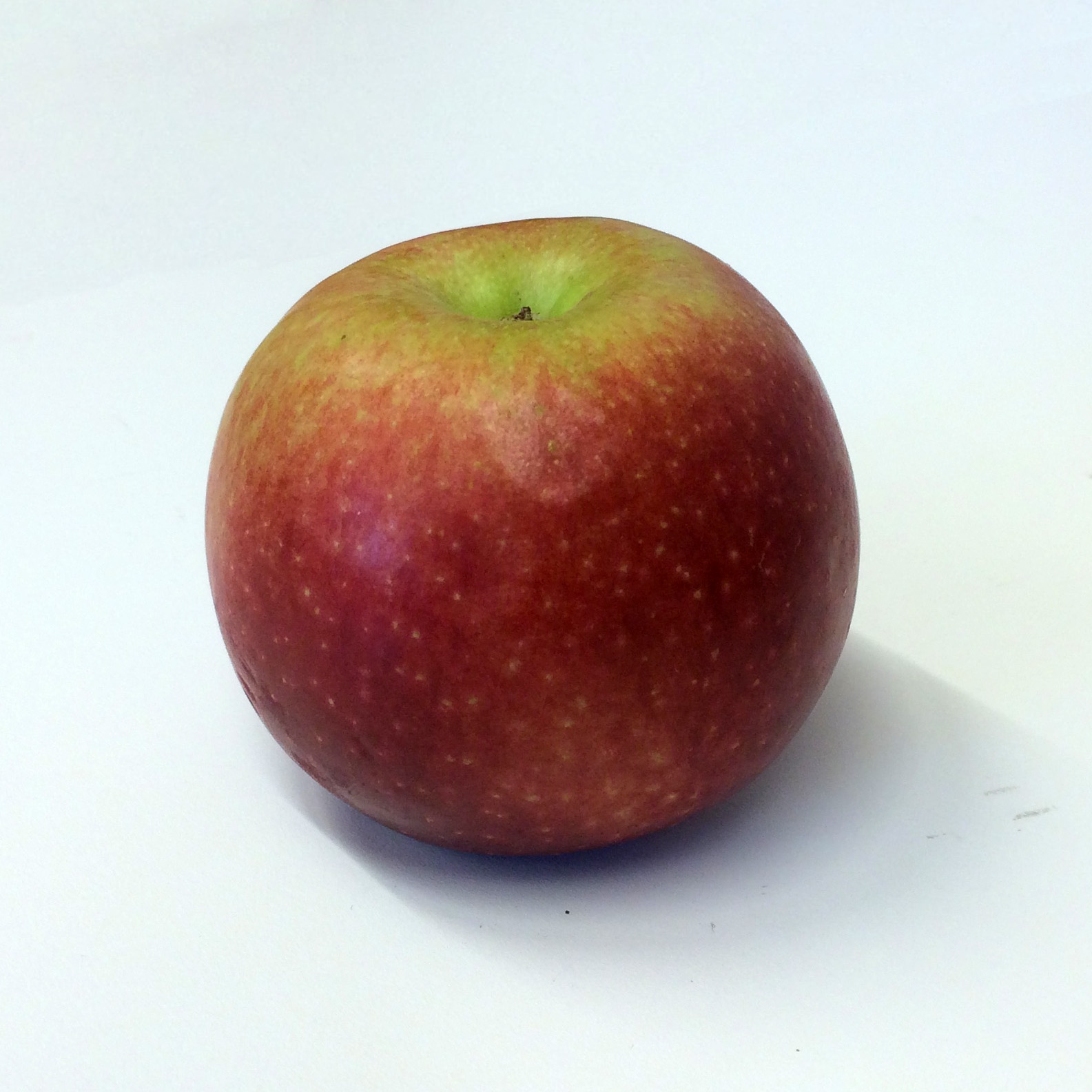
La manzana 'Kim' fotografiada en el "äppelfestival" (festival de la manzana) del Nordiska museets, septiembre de 2014.

## Características
'Kim' es un árbol de un vigor moderado. Tiene un tiempo de floración que comienza a partir del 2 de mayo con el 10% de floración, para el 6 de mayo tiene una floración completa (80%), y para el 16 de mayo tiene un 90% caída de pétalos.
'Kim' tiene una talla de fruto grande; forma redondeada y aplanada; con nervaduras débiles, y corona muy débil; epidermis tiende a ser dura suave con color de fondo es amarillo blanquecino, con un sobre color rojo intenso, casi púrpura en la cara expuesta al sol, importancia del sobre color medio-alto (65- 75%), y patrón del sobre color rayado / chapa, con rayas algo más oscuras, presenta lenticelas de tamaño medio más clarasruginoso-"russeting" (pardeamiento áspero superficial que presentan algunas variedades) muy bajo; cáliz es pequeño y cerrado, asentado en una cuenca estrecha y poco profunda; pedúnculo es muy corto y de calibre grueso, colocado en una cavidad poco profunda y estrecha con las paredes cubiertas de ligero ruginoso-"russeting"; carne de color blanca, de textura crujiente, sabor jugoso, dulce picante con aroma a fresa.
Su tiempo de recogida de cosecha se inicia a finales de septiembre. Se mantiene bien hasta dos meses en cámara frigorífica. Resiste el congelamiento.

## Usos
Una excelente manzana para comer en postre de mesa, también utilizada para cocinar.

## Ploidismo
Diploide, polen auto estéril. Grupo de polinización: D, Día 14. Para su polinización en la floración esta variedad de manzana es polinizada, entre otras, por Aroma, Cox's Orange Pippin, Ingrid Marie, Katja, y Eva Lotta.